# 卡特日娜·诺伊曼诺娃

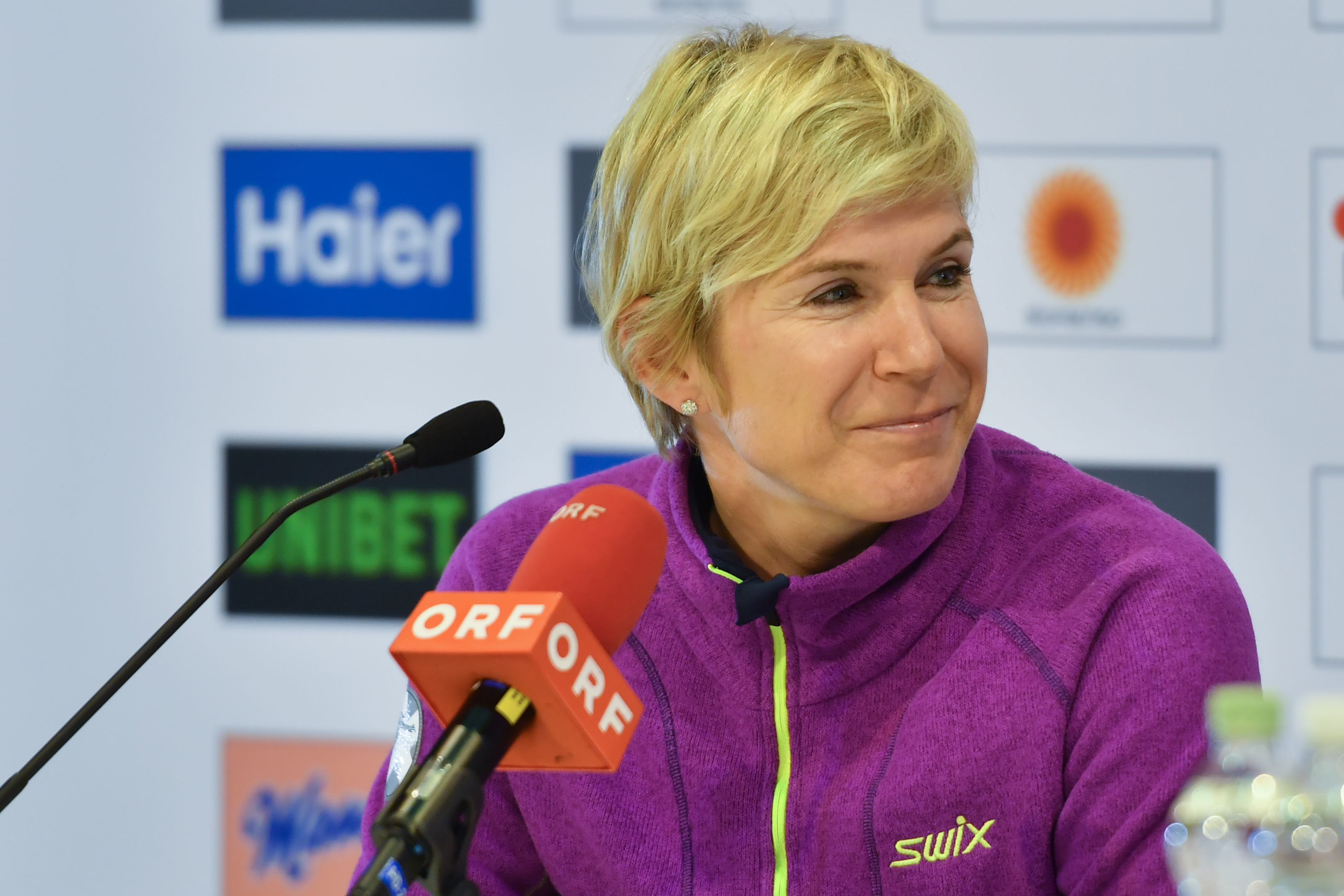
卡特日娜·诺伊曼诺娃

卡特日娜·诺伊曼诺娃（捷克語：Kateřina Neumannová，1973年2月15日—），捷克女子越野滑雪、自行车运动员。她曾代表捷克斯洛伐克、捷克参加1992年、1994年、1998年、2002年和2006年冬季奥林匹克运动会越野滑雪比赛，获得一枚金牌、四枚银牌和一枚铜牌。